# Controscaccato
Controscaccato è un termine utilizzato in araldica per indicare uno scudo fasciato quando è circondato da una bordura scaccata di due file con i colori delle fasce alternati con quelli degli scacchi della bordura.
Il termine si può impiegare anche se lo scudo è palato e sono i colori dei pali ad essere alternati con quelli della bordura.

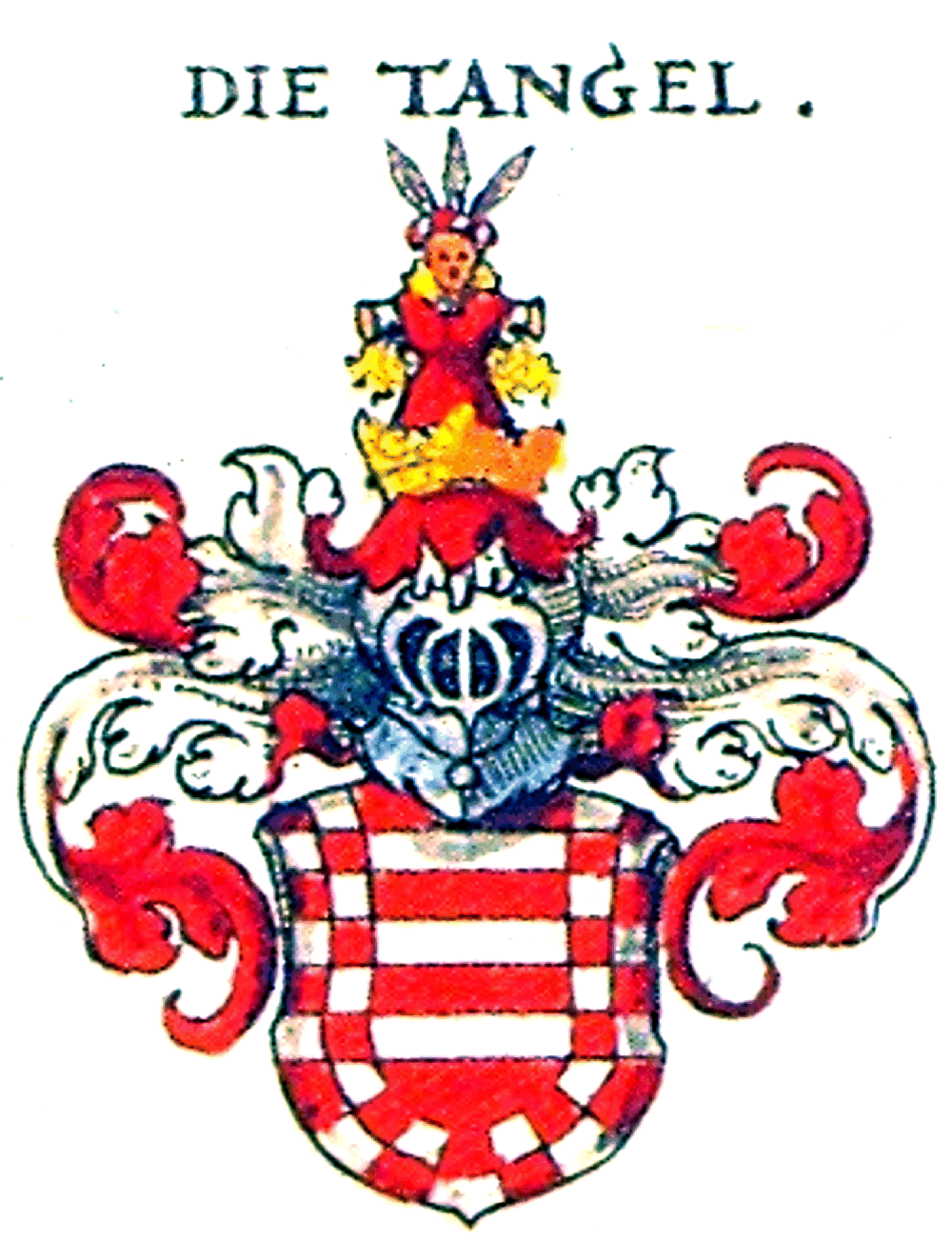
Fasciato d'argento e di rosso, con la bordura controscaccata di rosso e d'argento di due file (famiglia Die Tangel della Turingia)

Gli smalti della bordura controscaccata devono essere gli stessi delle fasce, pali, bande ecc. Nel caso fossero differenti la bordura sarebbe semplicemente scaccata.